# Âne des Baléares

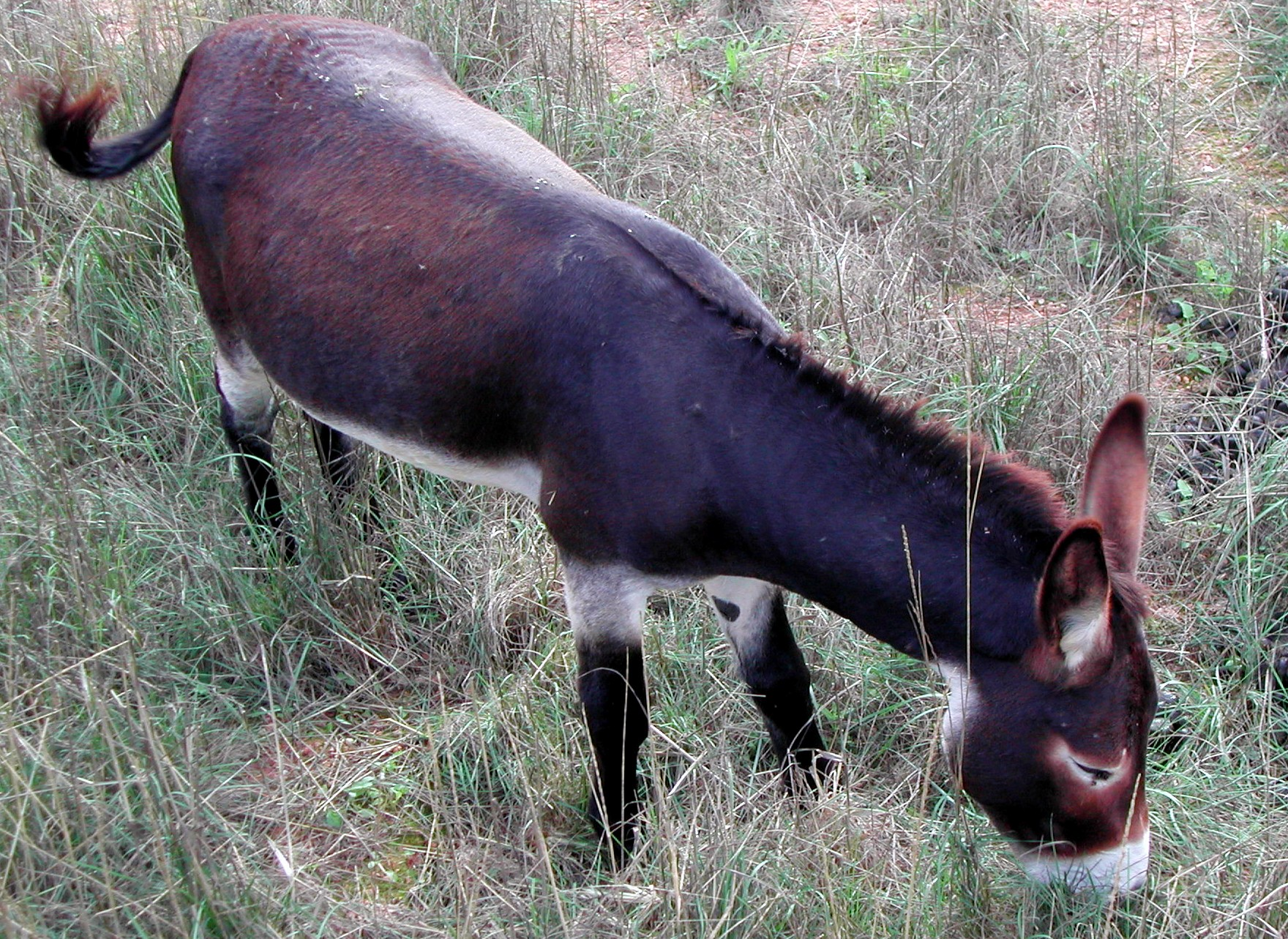
Âne de Majorque

L'âne des Baléares est une race d'âne de robe noire, originaire des îles Baléares. Il possède des os solides et un corps massif. Autrefois utilisés pour les travaux de ferme et pour produire des mules, ces ânes sont menacés d'extinction avec la motorisation de l'agriculture. Des démarches sont entreprises pour les sauver, et en 2012, la race compte plus de 200 individus. Un registre d'élevage est ouvert en 2002 pour l'âne de Majorque.